# Julius Friedrich Cohnheim
Julius Friedrich Cohnheim (Demmin, 20 de julho de 1839 — Leipzig, 15 de agosto de 1884) foi um patologista alemão.

## Biografia
Cohnheim nasceu em Demmin, Pomerânia. Ele estudou nas universidades de Würzburg, Marburg, Greifswald, e Berlim, recebendo o grau de doutor na Universidade de Berlim, em 1861. Depois de fazer um curso de pós-graduação em Praga, ele retornou a Berlim em 1862, onde exerceu a profissão até 1864, quando assumiu o serviço como cirurgião na guerra contra a Dinamarca. No outono do mesmo ano tornou-se assistente de Rudolf Virchow no Instituto patológico da Universidade de Berlim, permanecendo lá até 1868. Durante este tempo, ele publicou vários artigos relativos à química fisiológica e histologia, mas finalmente voltou sua atenção especial à anatomia patológica. Em 1867 apareceu no artigo de Virchow "Archiv für pathologische Anatomie und Physiologie und für Klinische Medizin", no esboço "Ueber Entzündung und Eiterung" Cohnheim fez sua reputação como um patologista. Nele, ele provou que a emigração dos glóbulos brancos do sangue é a origem de pus, uma declaração que produziu uma grande revolução na patologia. Em 1868 Cohnheim foi nomeado professor de anatomia patológica e patologia geral na Universidade de Kiel, e quatro anos mais tarde (1872), ele foi para a Universidade de Breslau para preencher uma posição semelhante. Seu trabalho não foi interrompido no inverno de 1873-74, quando esteve doente. Em 1876 ele aceitou um convite para se tornar professor de patologia na Universidade de Leipzig, que ele ocupou até a morte, em 1884.
Cohnheim foi o primeiro a usar o método (agora universal) do congelamento de objetos patológica para exame, ele também demonstrou 
pela primeira vez a existência das terminação nervosa em "zonas Cohnheim's" (áreas poligonais indicando as extremidades do corte de músculo-colunas, visto nos cortes transversais das fibras musculares estriadas), ele foi o pioneiro da teoria da inflamação, que é hoje universalmente aceita, e suas pesquisas no campo das circulações patológicos e as causas de embolia marcaram uma nova partida nos métodos de tratamentos médicos.
Além de sua atividade literária e experimental, Cohnheim também era popular e bem sucedido como professor.
Esta sepultado no Neuer Johannisfriedhof em Leipzig.

## Obras
- "Ueber die Entzündung Seröser Häute," in Virchow's "Archiv für Pathologische Anatomie und Physiologie und für Klinische Medizin," xxvii.
- "Zur Kenntniss der Zuckerbildenden Fermente," ib. xxviii.
- "Ein Fall von Abscessen in Amyloid Entarteten Organen," ib. xxxiii.
- "Ueber die Endigung der Muskelnerven," ib. xxxiv., and in the "Centralblatt der Medizinischen Wissenschaften," 1863
- "Ueber den Feineren Bau der Quergestreiften Muskelfasern," ib. xxxiv. (demonstration of the "Cohnheimsche Muskelfelder" by freezing fresh muscles)
- "Zur Pathologischen Anatomic der Trichinen-Krankheiten," ib. xxxvi.
- "Ueber die Endigung der Sensiblen Nerven in der Hornhaut," ib. xxxviii. (demonstration of the termination of the nerves in the cornea through treatment with chlorid of gold)
- "Ueber Entzündung und Eiterung," ib. xli. (mentioned above)
- "Ueber Venöse Stauung," ib. xli.
- com Bernhard Fränkel, "Experimentelle Untersuchungen über die Uebertragbarkeit der Tuberkulose auf Thiere," ib. xlv.
- "Untersuchungen über die Embolischen Processe," Berlin, 1872
- "Neue Untersuchungen über die Entzündung," ib. 1873
- "Vorlesungen über Allgemeine Pathologie," ib. 1877-80, 2d ed. 1882
- "Die Tuberkulose vom Standpunkt der Infectionslehre," Leipsic, 2d ed., 1881. His collected works ("Gesammelte Abhandlungen," Berlin, 1885) were edited by E. Wagner, with a biography by Kühne.